# Spandau Bulldogs
Die Spandau Bulldogs (ursprünglich AFC Spandau Bulldogs) sind ein Traditionsverein im American Football aus Berlin-Spandau.

## Geschichte
Der Verein wurde 1988 gegründet und besteht zur Zeit (2024) aus neun Mannschaften verschiedener Altersklassen, darunter Tackle-, Flag- & Cheerleader-Teams. Die Herrenmannschaft spielte im Jahr 2015 in der Regionalliga Ost. Die Heimspiele trägt der Verein im Helmut-Schleusener-Stadion vor regelmäßig mehr als 100 Zuschauern aus. Der Zuschauerrekord lag bei über 1250 zahlenden Zuschauern beim Heimspiel gegen die Berlin Adler im Jahr 2019.
Bereits drei Jahre nach der Gründung stieg der Verein in die Regionalliga (3. Liga) auf und konnte sich zwischen 1991 und 1997 sowie 2001 und 2002 dort behaupten.
1994 gelang der Sprung in die zweite Bundesliga (GFL 2), der Verein stieg aber am Ende der Saison leider wieder ab.
Zu den Heimspielen der ersten Mannschaft wird in der Regel auch immer ein Heimspiel der Jugendmannschaften organisiert, damit die Reisekosten für Mannschaften, die aus dem Bundesgebiet kommen, möglichst gering gehalten werden und die Stimmung dem typisch amerikanischen Flair eines Footballspiels ähnlich wird.

## Abteilungen
Die Spandau Bulldogs haben neben dem Herrenteam (Seniors) drei Jugend-Tackleteams (A-, B- und C-Jugend), vier Flag Teams (Bambini, U13, U16-Champions und Senior-Flag) und zwei Cheerleader-Teams.

### Herren
- 2008 beendete das Team mit 8-0 die Saison als Meister der Verbandsliga Ost.
- 2009 beendete das Team mit 7-0 die Saison als Meister der Verbandsliga Ost und stieg auf in die Oberliga Ost.
- Den 3. Platz der Oberliga Ost, mit 6-3, belegte die Herren 2010.
- Den 4. Platz der Oberliga Ost, mit 4-6, belegte die Herren 2011.
- Den 4. Platz der Oberliga Ost, mit 4-6, belegte die Herren 2012.
- Den 4. Platz der Regionalliga Ost, mit 3-6, belegte die Herren 2013.
- Den 6. Platz der Regionalliga Ost, mit 0-10, belegte die Herren 2014.
- Den 6. Platz der Regionalliga Ost, mit 1-9, belegte die Herren 2015.
- 2016 stieg das Herren-Team nach einer Saison in der Oberliga Ost, als Meister mit 9-1, wieder in die Regionalliga Ost auf.
- Den 2. Platz der Regionalliga Ost, mit 7-3, belegte die Herren 2017.

Die Saison 2018 beendete das Team mit 11-0-1 als Meister der Regionalliga Ost, doch der Verein entschied sich nicht an Relegation zur GFL2 teilzunehmen.
Nach zwei spannenden Spielen gegen die Berlin Adler, beendete das Team die Saison 2019 auf dem 2. Platz der Regionalliga Ost mit 10-1-1.
Durch Covid-19 wurde 2020 kein Spiel in der Regionalliga Ost gespielt.
2021 wurde das Herren-Team ungeschlagen Meister der Regionalliga Ost, mit 5-0. Da kein Verein aus der Süd-Gruppe an der Relegation teilnehmen wollte, konnten die Spandau Bulldogs ohne Qualifikationsspiel an der Relegation zur GFL2 teilnehmen. In der Relegation spielte das Team gegen die Paderborn Dolphins, Meister Regionalliga West, zu Hause in Spandau und die Hildesheim Invaders, Meister Regionalliga Nord, Auswärts in Hildesheim. Das erste Spiel verlieren die Bulldogs gegen die Dolphins mit 15:34 und das zweite Spiel verloren die Bulldogs gegen die Invaders mit 34:7. Dadurch beenden die Bulldogs die Relegation auf dem 3. Platz und können nicht Aufsteigen.
Als Meister der Regionalliga Ost mit 5-1, ging es 2022 wieder in die Relegation um den Aufstieg in die GFL2. Das Qualifikationsspiel gegen die Leipzig Lions gewannen die Bulldogs zu Hause mit 33:14 und verdienten sich die Teilnahme an der Relegation. In der Relegation spielte das Team gegen die Oldenburg Knights, Meister Regionalliga West, zu Hause in Spandau und die Münster Blackhawks, Meister Regionalliga Nord, Auswärts in Münster. Das erste Spiel gewinnen die Bulldogs gegen die Knights mit 13:7 und das zweite Spiel verlieren die Bulldogs gegen die Blackhawks mit 21:7. Durch den Punkteschnitt beenden die Bulldogs die Relegation auf dem 3. Platz und können nicht Aufsteigen.
Nach vielen Verletzungen und Ausfällen kam es zu einem verlorenen Spiel in Leipzig gegen die Leipzig Lions und zwei weiteren Niederlagen gegen die Cottbus Crayfish, dadurch beendeten die Bulldogs die Saison 2023 in der Regionalliga Ost auf dem 3. Platz mit 9-3.

### Damen
Nachdem das Damenteam der Spandau Bulldogs 2009 gegründet wurde und 2010/2011 am Ligabetrieb teilgenommen hatte, konnte 2012 keine ausreichende Anzahl an Spielerinnen erreicht werden, sodass ein Ligabetrieb nicht mehr möglich war. Es musste zunächst wieder ein spielfähiges Team aufgebaut werden und ein kleiner Kern trainierte weiter mit dem Ziel wieder in der 2. DBL mitmischen zu können.
- 2015 konnte erstmalig wieder eine nötige Anzahl an Spielerinnen gewonnen werden, sodass das Team 2016 nach langer Pause und mit einem fast komplett neuem Team ins Spielgeschehen einstieg.
- Die Saison 2016 verlief sehr Ausgeglichen für die Damen, doch die Saison 2017 lief leider nicht so gut.
- Die Saison 2018 war eine gute Saison, man endete auf dem 2. Platz der 2. Damenbundesliga in der Nord Gruppe.
- Seit 2019 gibt es kein Damenteam mehr, doch die Spandau Bulldogs versuchen wieder ein neues Team aufzubauen.

### Jugend

#### A-Jugend (U19)
- 2014 wurde die Saison in der GFL-Juniors auf dem 6. Platz, mit 2-8, beendet.
- 2015 wurde die Saison in der GFL-Juniors auf dem 6. Platz, mit 1-9, beendet.
- 2016 wurde die Saison in der GFL-Juniors auf dem 6. Platz, mit 0-10, beendet. Nach dem Abstieg aus der GFL-Juniors 2016, spielt die A-Jugend der Bulldogs in der 2. Liga Ost.
- 2017 belegte das Team den 2. Platz mit 2-4.
- Die Saison 2018 wurde auch auf dem 2. Platz beendet, mit 3-3.
- 2019 wurde die A-Jugend Meister der 2. Liga Ost mit 7-0-1 und nahm an der Relegation zum wieder Aufstieg in die GFL-Juniors teil. Die Bulldogs mussten gegen die Lübeck Cougars, dem schlechtesten Team der GFL-Juniors Nord-Gruppe, antreten. Das Spiel verloren die Bulldogs gegen die Cougars in Lübeck mit 27:0.
- 2020 fand keine Reguläre Saison statt, die A-Jugend hatte aber ein Spiel gegen die Berlin Adler.
- 2021 wurde die A-Jugend Meister der 2. Liga Ost mit 4-0 und nahm an der Relegation zum Wiederaufstieg in die GFL-Juniors teil. Die Bulldogs mussten gegen die Hamburg Blue Devils, dem schlechtesten Team der GFL-Juniors Nord-Gruppe, antreten. Das Spiel verloren die Bulldogs gegen die Blue Devils in Hamburg mit 8:0.
- Die Saison 2022 wurde auf dem 2. Platz, mit 6-2, beendet.
- Die Saison 2023 wurde auf dem 3. Platz, mit 4-1, beendet (9er Tackle).
- Auch 2024 gab es 9er Jugend-Tacklefootball. Die Saison wurde mit 5-1 Siegen als Zweiter beendet.

Zusätzlich gab es ein 11er Tackle-Football Meisterschaftsspiel gegen die Berlin Rebels, welches die Bulldogs zu Hause mit 12-10 gewannen. In der Relegation zur GFLJ wurden beide Spiele gegen die Hamburg Junior Devils und die Cologne Falcons verloren.

#### B-Jugend (U16)
- 2019 wurde die B-Jugend der Bulldogs Meister mit 8-0 in B-Jugendliga Ost im 9er-Tackle-Football.
- 2020 fand keine reguläre Saison statt, die B-Jugend hatte aber ein Scrimmage gegen die Berlin Adler und gegen die Potsdam Royals.
- 2021 wurde die B-Jugend der Bulldogs Meister mit 4-0 in B-Jugendliga-Ost im 11er-Tackle-Football.
- 2022 wurde die B-Jugend der Bulldogs Meister mit 4-2 in B-Jugendliga-Ost im 11er-Tackle-Football.
- In der Saison 2023 gab es nur einen Sieg und vier Niederlagen (1 Spielabsage von Potsdam).
- Die Saison 2024 wurde mit 2-6 Siegen beendet.

#### C-Jugend (U13)
- 2019 belegte die C-Jugend der Bulldogs den 2. Platz C-Jugendliga mit 1-3.
- Die C-Jugend spielt in der C-Jugendliga gegen Regionale Teams aus Berlin/Brandenburg.
- Nach ein paar erfolgreicheren Saison gab es 2024 nix zu holen. Kein Sieg und 7 Niederlagen ist die aktuelle Bilanz (1 Spielausfall).

### Flag

#### Die Senior-Flags
Spielen 5er Flag Football, welches die kontaktlose Variante zum Tackle Football ist. Seit 2016 spielen sie in der offiziellen 5er DFFL (Deutsche Flag Football Liga), aktuell in der Regionalliga (3. Liga).
In der Saison 2024 konnte der 14. Ligaplatz in der Regionalliga-Ost erreicht werden.

#### Die Flag-Jugend (U13 + U16)
Wurden 2023 neu gegründet und haben den Vorteil, dass Flag-Spieler ihre sportliche Laufbahn jetzt ohne Unterbrechung im „Flagbereich“ durchlaufen können. Aktueller Headcoach der 2023 neu gegründeten U16 ist Cüneyt Özkan. Die Flag-U16 wurde in der Saison 2024 Berlin/Brandenburg-Vizemeister. Die Flag-U13 wurde im Herbst 2024 gegründet und startet 2025 wahrscheinlich in einer Berliner Aufbauliga.

#### Die Bambini-Flags (U10)
Treten derzeit in der Bambini-Flagliga-Ost gegen regionale Vereine an. In der Saison belegte die U10 in der Liga den 2. Platz und konnte beim Summer-Bowl den Sieg erringen.

## Cheerleading
Aktuell gibt es zwei Cheerleader-Teams. Seit vielen Jahren steht die Cheerleaderabteilung mit ihren ehemaligen Teams, wie z. B. den Welps und den Poppies, für „Qualität made in Spandau“.

## Bisherige Erfolge
Nachdem der Verein 1988 gegründet worden war, schaffte man bereits nach sechs Jahren aus der fünftklassigen Verbandsliga in die 2. Bundesliga (GFL 2) aufzusteigen, was bis heute den größten Erfolg der Bulldogs darstellt.
Insgesamt spielte man in den 35 Jahren Vereinsgeschichte ein Jahr 2. Bundesliga und neun Jahre Oberliga.
- Dem Männer-Team gelang 2016 mit nur einer Niederlage der sofortige Wiederaufstieg in die Regionalliga.
- 2009 gründete Sam M. gemeinsam mit einigen Coaches und der Unterstützung des Vorstandes, das Ladies-Team, welches bereits 2010 am Ligabetrieb teilnahm. (2. Bundesliga)
- Das 2015 neu gegründete Damenteam startete 2016 in der 2. Bundesliga.
- Die Damen der Bulldogs beendeten ihre erste Saison in der zweiten Bundesliga auf dem dritten Platz (mit 5 zu 5 Siegen).
- 2008 wurde das A-Jugendteam der Bulldogs ungeschlagen Ostdeutscher Meister, verzichtete aber auf den Aufstieg in die Jugend-Bundesliga (höchste Spielklasse für Junioren).
- 2014 stieg das A-Jugendteam in die höchste Spielklasse (GFLJ) auf. Diese hohe sportliche Leistung wird seitdem konstant gehalten.
- Die A-Jugend wird im Jahr 2017 in der Regionalliga spielen und die GFLJ vorübergehend verlassen.
- 2014 wurde das B-Jugendteam Berliner Vizemeister.
- Die B-Jugend verlor das Viertelfinal-Spiel gegen die Berlin Rebels mit 06:03.
- 2014 wurde das aktuelle C-Jugendteam neu gegründet und gewann die „Berliner Meisterschaft“ der Saison 2015.
- 2016 startet das SeniorFlag-Team in der DFFL (der Deutschen FlagFootball Liga)
- Die Bambini-Flags entwickelten sich 2016 zu einem Team und konnten mit anderen Teams mithalten.

## Saisonbilanzen
| GFL2 |      |      |      |      |      | 1994 |      |      |      |      |      |      |      |      |      |      |      |      |      |      |      |      |            |            |            |            |            |            |            |            |            |
| RL   |      |      | 1991 | 1992 | 1993 |      |      |      |      |      |      |      |      |      |      |      |      |      | 2013 | 2014 | 2015 |      | 2017- 2025 | 2017- 2025 | 2017- 2025 | 2017- 2025 | 2017- 2025 | 2017- 2025 | 2017- 2025 | 2017- 2025 | 2017- 2025 |
| OL   |      |      |      |      |      |      | 1999 | 2000 | 2001 |      | 2005 |      | 2007 |      |      | 2010 | 2011 | 2012 |      |      |      | 2016 |            |            |            |            |            |            |            |            |            |
| VL   | 1989 | 1990 |      |      |      |      |      |      |      | 2002 |      | 2006 |      | 2008 | 2009 |      |      |      |      |      |      |      |            |            |            |            |            |            |            |            |            |

## Retired numbers
| Retired Numbers der Spandau Bulldogs |                |          |                   |          |
| Trikotnummer                         | Name           | Position | Für Spandau aktiv | Aufnahme |
| 81                                   | Manuel Neumann | WR       | 1989-2020         | 2022     |

## Stadion
Das Helmut-Schleusener-Stadion ist das Heimatstadion der Spandau Bulldogs. Zu jedem Heimspiel gibt es Verpflegung der Zuschauer vom Grill (frische gegrillte Burger), sowie Merchandise der Spandau Bulldogs am Merch-Stand.
Hier finden von Frühling bis Herbst die Trainings- sowie alle Heimspiele statt. Das Helmut-Schleusener-Stadion wurde 1950 auf einem alten Wehrmachtssportplatz erbaut. Ursprünglich fasste das Stadion mal 15.000 Zuschauer. Heute ist es noch für 3000 zugelassen. Bis 1993 hieß es “Stadion Askanierring” und wurde dann in Helmut-Schleusener-Stadion umbenannt. Im Stadion Askanierring fanden 1975/76 die Zweitliga-Spiele des Spandauer SV statt.
Das Stadion verfügt über Leichtathletik-, Fußball- und American-Football-Anlagen sowie eine Kugelstoßanlage und eine Gymnastikwiese. Der Eingangsbereich sowie die Umkleidekabinen und die angrenzenden Gebäude geben dem Stadion durch seine prägnante Holzbauweise das unverwechselbare Gesicht. Die rechte Tribünenseite ist ausgebaut mit 800 unüberdachten Schalensitzen.
Die Laufbahn wurde 2019 für eine Million Euro erneuert.